# Вишенська сільська рада
Више́нська сільська́ ра́да — адміністративно-територіальна одиниця та орган місцевого самоврядування в Білогірському районі Автономної Республіки Крим. Адміністративний центр — село Вишенне.

## Загальні відомості
- Населення ради: 3 003 особи (станом на 2001 рік)

## Населені пункти
Сільській раді були підпорядковані населені пункти:
- с. Вишенне
- с. Біла Скеля
- с. Миронівка

## Склад ради
Рада складалася з 20 депутатів та голови.
- Голова ради: Танашевич Сергій Леонідович
- Секретар ради: Сахнова Варвара Федорівна

### Керівний склад попередніх скликань
| Прізвище, ім'я, по батькові | Основні відомості                                                                      | Дата обрання | Дата звільнення |
| --------------------------- | -------------------------------------------------------------------------------------- | ------------ | --------------- |
| Танашевич Сергій Леонідович | Сільський голова, 1969 року народження, освіта вища, член Комуністичної партії України | 26.03.2006   | 31.10.2010      |
| Танашевич Сергій Леонідович | Сільський голова, 1969 року народження, освіта вища, член Партії регіонів              | 31.10.2010   |                 |

Примітка: таблиця складена за даними сайту Верховної Ради України

### Депутати
За результатами місцевих виборів 2010 року депутатами ради стали:

#### За суб'єктами висування
| Суб'єкт висування | Кількість обраних депутатів | %  |
| ----------------- | --------------------------- | -- |
| Партія регіонів   | 15                          | 75 |
| Самовисування     | 5                           | 25 |

#### За округами
| № округу        | Прізвище, ім'я, по батькові    | Дата визнання обраним | Освіта             | Партійна приналежність | Відомості про обраного депутата               |
| --------------- | ------------------------------ | --------------------- | ------------------ | ---------------------- | --------------------------------------------- |
| Партія регіонів |                                |                       |                    |                        |                                               |
| 1               | Шевченко Марина Олександрівна  | 02.11.2010            | вища               | член Партії регіонів   | Білогірська района лікарня, молодша медсестра |
| 2               | Шагібова Ганна Миколаївна      | 02.11.2010            | середня            | член Партії регіонів   | Білогірський відділ освіти, секретар          |
| 3               | Волкович Любов Валентинівна    | 02.11.2010            | середня            | член Партії регіонів   | пенсіонер                                     |
| 4               | Усеінов Айдер Шаінович         | 02.11.2010            | середня            | позапартійний          | радгосп «Предгор'є», рабочий                  |
| 5               | Гнитько Любов Викторівна       | 02.11.2010            | середня            | позапартійна           | радгосп «Предгор'є», завідувачка              |
| 7               | Ігнатенко Тетяна Олександрівна | 02.11.2010            | вища               | член Партії регіонів   | дитячий садок, с. Вишенне, завідувачка        |
| 8               | Полтавцева Інна Георгіївна     | 02.11.2010            | вища               | член Партії регіонів   | Вишенська загальноосвітня школа, вчитель      |
| 9               | Давигора Олена Васильівна      | 02.11.2010            | середня спеціальна | член Партії регіонів   | с. Вишенне, листоноша                         |
| 11              | Кіселенко Тетяна Анатоліївна   | 02.11.2010            | вища               | член Партії регіонів   | дитячий садок, с. Вишенне, вихователь         |
| 13              | Тімченко Людмила Володимирівна | 02.11.2010            | вища               | член Партії регіонів   | Вишенська амбулаторія, лікар                  |
| 14              | Чижинська Любов Михайлівна     | 02.11.2010            | вища               | член Партії регіонів   | Вишенський дитячий садок, музичний робітник   |
| 16              | Сахнова Варвара Федорівна      | 02.11.2010            | вища               | позапартійна           | Вишенська сільська рада, секретар             |
| 17              | Гузь Наталя Леонідівна         | 02.11.2010            | середня            | член Партії регіонів   | тимчасово не працює                           |
| 19              | Гудкова Олена Леонідівна       | 02.11.2010            | середня спеціальна | член Партії регіонів   | ферма с. Вишенне, завідувачка                 |
| 20              | Ватульова Евгенія Іванівна     | 02.11.2010            | вища               | член Партії регіонів   | Вишенська загальноосвітня школа, вчитель      |
| Самовисування   |                                |                       |                    |                        |                                               |
| 6               | Халілова Аніфе Зудієвна        | 02.11.2010            | середня спеціальна | позапартійна           | тимчасово не працює                           |
| 10              | Язиджієв Мурат Ібраимович      | 02.11.2010            | незакінчена вища   | позапартійний          | ТНУ ім. Вернадського, студент                 |
| 12              | Дутов Володимир Олександрович  | 02.11.2010            | вища               | позапартійний          | тимчасово не працює                           |
| 15              | Сіроткіна Оксана Миколаївна    | 02.11.2010            | середня спеціальна | позапартійна           | магазин «Транзит», продавець                  |
| 18              | Базалуп Светлана Борисівна     | 02.11.2010            | середня спеціальна | позапартійна           | тимчасово не працює                           |